# Société de Régie des Monopoles

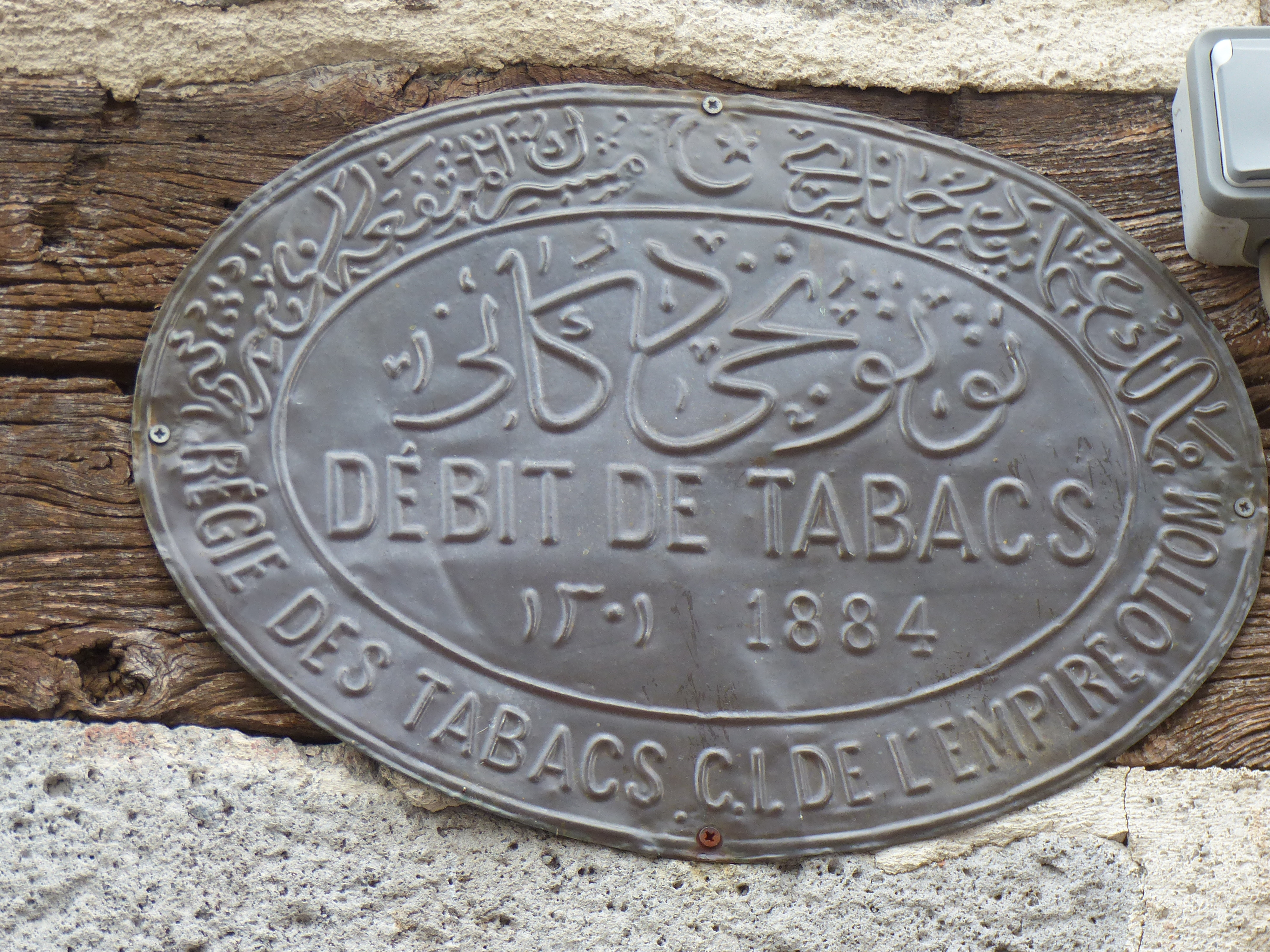
Targa della società

La Société de Régie des Monopoles (denominazione intera in francese Société de la régie co-intéressée des tabacs de l'empire Ottoman) è stata una società parastatale costituita nel tardo Impero ottomano dall'amministrazione del debito pubblico ottomano, con il sostegno di un consorzio di banche europee. L'azienda aveva il monopolio della produzione di tabacco. Le entrate della Société de Régie avrebbero dovuto aiutare a superare la persistente carenza di entrate dello Stato ottomano. La Régie costituiva il più grande investimento straniero nell'Impero ottomano e ha tentato di introdurre metodi di produzione più efficienti, contro la resistenza locale.
Nel 1881 il monopolio statale del sale fu incorporato nella Regie che trasferiva le entrate delle tasse sul sale (tuz resmi) alla Commissione del debito pubblico. Poiché lo Stato (o lo stato parallelo controllato dai creditori del governo) controllava allora efficacemente la produzione e i prezzi del sale, il contrabbando di sale divenne un problema.
In Turchia, la Régie Company è stata nazionalizzata nel 1925 ed è diventata la Tekel, che è stata venduta alla British American Tobacco nel 2008.
Ci sono società eredi in altri Stati successori ottomani. Fino ad oggi, il monopolio statale del tabacco in Libano è conosciuto come Regie.